# Palm Beach

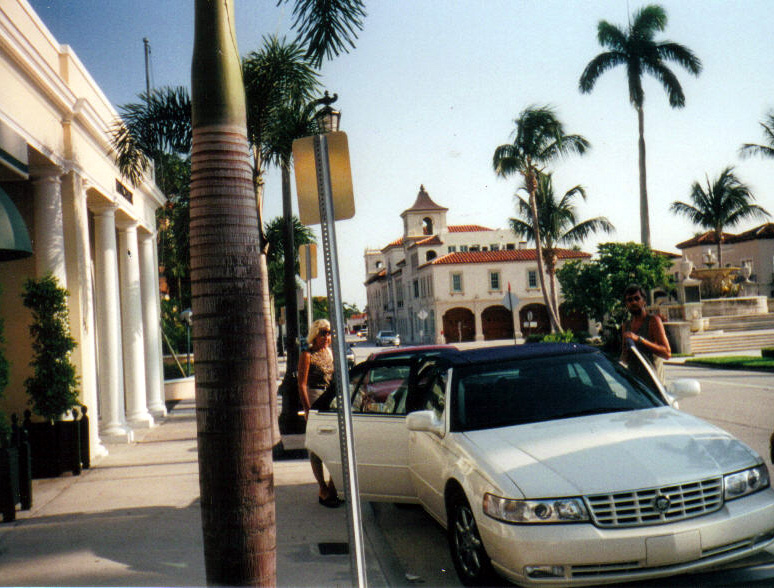
Centrum Palm Beach (widok na komendę policji)

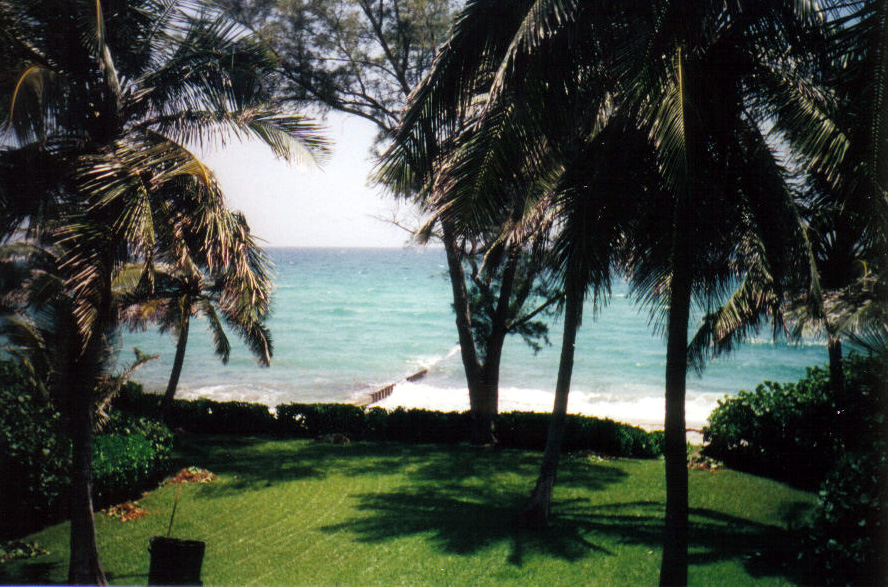
Plaża jednej z rezydencji nad Oceanem Atlantyckim

Lokalizacja miejscowości w stanie Floryda

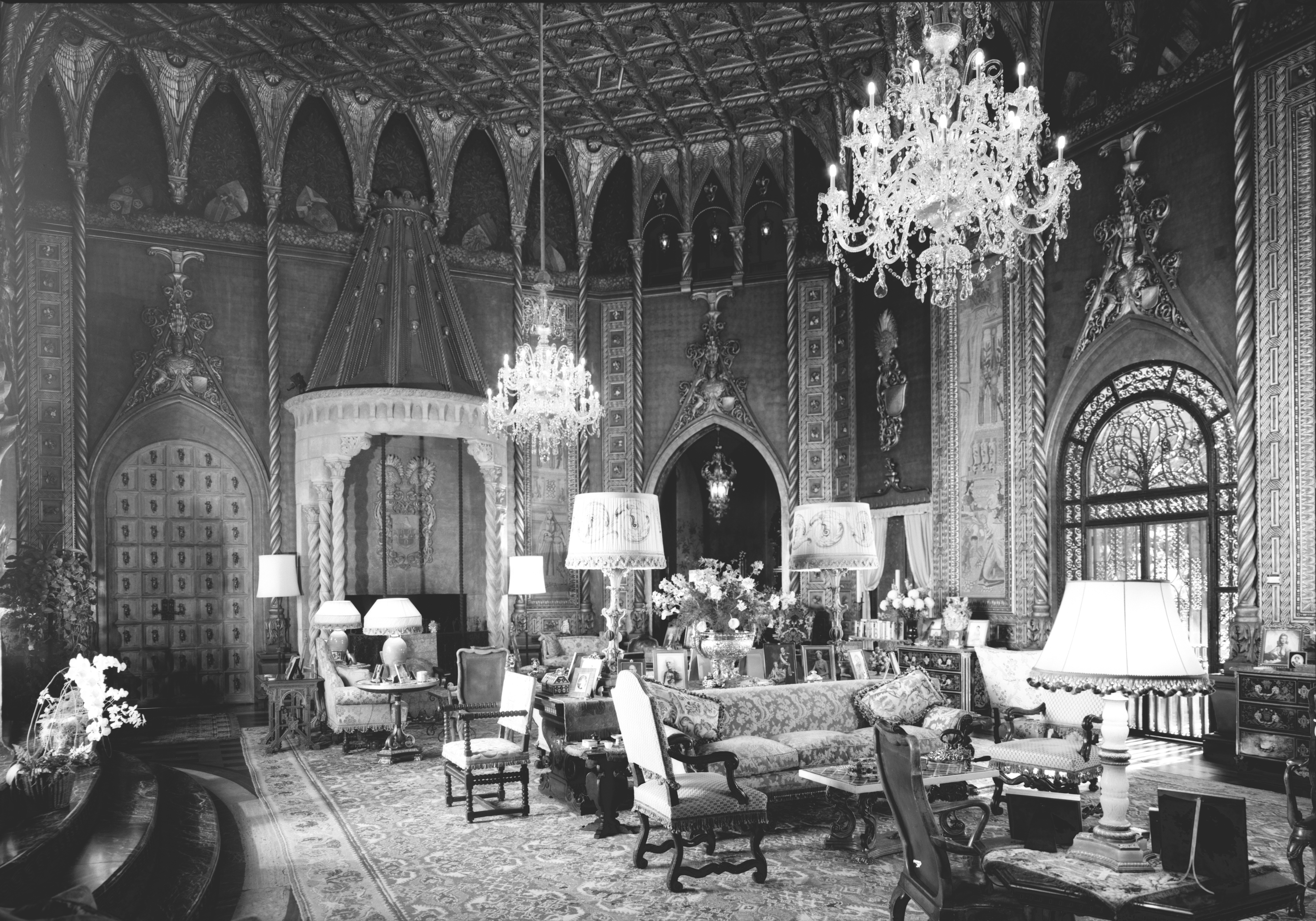
Wnętrze willi Mar-a-Lago, salon

Palm Beach – miasto w Stanach Zjednoczonych, położone w hrabstwie Palm Beach w stanie Floryda. Od sąsiednich miejscowości West Palm Beach i Lake Worth Beach oddziela je kanał Intracoastal Waterway. Według danych U.S. Census Bureau za rok 2004 Palm Beach ma 9860 stałych mieszkańców, przy czym sezonowo liczba ta wzrasta do 30 tys.

## Historia
Swoją nazwę wyspa (i miasto) zawdzięcza katastrofie hiszpańskiego żaglowca "Providencia" w 1878 roku. W jej wyniku plaże zostały zasypane tysiącami orzechów kokosowych wiezionymi z Trynidadu do Kadyksu. 33 lata później, w 1911, gdy Palm Beach uzyskiwało prawa miejskie, wyspa była wielkim gajem palmowym.
Pierwszy dom na wyspie zbudował w 1862 były żołnierz armii konfederackiej Virgill Lang. W cztery lata później wyspę odkupił od stanu kpt. Elisha Newton Dimick, płacąc po dolarze za akr. Wkrótce powstała niewielka osada, ale dopiero Henry Flagler, współzałożyciel (wraz z Rockefellerem) koncernu Standard Oil, który zbudował most i linię kolejową połączoną z siecią Florida East Coast Railway (również należącą do niego), stworzył podwaliny pod zamożną miejscowość wypoczynkową. Zalążkiem Palm Beach stały się wzniesione przez Flaglera dwa luksusowe hotele: "Royal Poinciana" i "Breakers". Na przeciwnym brzegu drogi wodnej powstała miejscowość West Palm Beach pomyślana jako usługowa dla Palm Beach (dziś miasto znacznie większe od Palm Beach).
W 1902 Flagler zbudował secesyjny pałacyk o nazwie "Whitehall" i wkrótce wśród rodów takich jak Vanderbilt, Stotesbury, Biddle, Kennedy, Widener czy Wanamaker zapanowała moda na Florydę, a Palm Beach stało się miejscem, gdzie należało mieć zimową rezydencję. 17 kwietnia 1911 Palm Beach otrzymało prawa miejskie.

## Geografia
Palm Beach jest najdalej na wschód wysuniętym punktem Półwyspu Florydzkiego. Położone jest na wąskiej i długiej na 26,5 km wyspie mierzejowej, na 26°42'54" szer. geogr. północnej i 80°2'22" dł. geogr. zachodniej. Zajmuje 27 km² (10,4 mi²) powierzchni.

## Dane demograficzne
Według spisu z roku 2000 ponad połowa populacji (52,6%) jest w wieku 65 lat lub więcej, a średni wiek to 67 lat. 9,4% stanowi młodzież poniżej 18 lat, 1,5% osoby w wieku 18-24, 11,5% 25-44, a 25,0% 45-64. Na każde 100 kobiet przypada 79,3 mężczyzn.
Dochód na głowę mieszkańca wynosi 109 219 dolarów, przy czym 5,3% całej populacji, czyli zaledwie 2,4% rodzin żyje poniżej granicy ubóstwa.
W sensie rasowym miasto zamieszkane jest w 96,00% przez białych.
W 2000 język angielski jako język ojczysty deklarowało 87,81% mieszkańców, podczas gdy francuski 4,48%, hiszpański 3,65%, niemiecki 2,16%, włoski 0,45%, jidysz 0,36%, rosyjski 0,30% (mimo że pochodzenie z Rosji deklarowało 10,30% populacji), arabski i szwedzki 0,25%, a polski 0,24%.

## Ważne obiekty turystyczne
- Hotel "Breakers"
- "Four Arts Gardens"
- Willa "Mar-a-Lago"
- Pałacyk "Whitehall", Muzeum Flaglera
- Aleja Worth